# Rolf Rafflewski
Rolf Rafflewski est un peintre, dessinateur, illustrateur et lithographe allemand , né à Hanau le 26 août 1943, mort le 9 janvier 2019 à Villejuif.

## Biographie
D'ascendance familiale polonaise, Rolf Rafflewski dessine et peint dès 1955. Il suit une formation de graphiste à l'Académie d'État de dessin de Hanau (de), puis à l'École des arts graphiques de Francfort, avant de créer son propre atelier de peintre en publicité, décorateur et affichiste. Il effectue en 1960-1961 un premier long séjour à Paris, centré sur Montmartre, avant de revenir en 1963 vivre définitivement en France, s'installant successivement au 50, quai de Jemmapes, dans le 10e arrondissement de Paris, puis à L'Haÿ-les-Roses. Il commence à pratiquer la lithographie en 1970 avec les éditions Vision Nouvelle.
Peintre et lithographe de paysages, dans un premier temps influencé par le tachisme, son œuvre porte sur Paris, les châteaux de la Loire, la Normandie (le jardin de Claude Monet à Giverny, le Mont-Saint-Michel), la Côte d'Azur (Cannes, Toulon), Venise ou New York (à la suite d'un premier séjour aux États-Unis en 1975), plus tard encore l'Espagne (Tolède, 1997), Rome, le Japon et Hong Kong. Il réalise également des illustrations publicitaires pour la presse ainsi que de nombreuses fresques murales dans des lieux publics et privés.

## Contributions bibliophiliques
- Alain Decaux, André Castelot, Marcel Jullian, La France, 144 lithographies originales de Rolf Rafflewski et Robert Vernet-Bonfort, douze volumes, Éditions des maîtres contemporains, 1977-1987.

## Expositions

### Expositions personnelles
- Jazzclub, Hanau, 1959.
- Le Procope, Paris, 1966.
- Galerie des Champs-Élysées, Paris, 1968.
- Gilbert Galleries, San Francisco, 1969.
- Fleischer Galleries, Philadelphie, 1969.
- Bibliothèque nationale de France, 1973.
- Galerie Hild, Hanau, 1975.
- Hallway Gallery, Washington, 1976.
- Galerie Edward Weston, Los Angeles, 1976.
- Galerie Mitsukochi, Nagoya, 1994.
- Hôtel de ville de Hanau, février 2016[3].

### Expositions collectives
- L'estampe contemporaine à la Bibjiothèque nationale, Bibliothèque nationale de France, octobre-décembre 1973[4].
- Aaron Gallery, Washington, 1976.
- Washington Art Fair, 1976, 1979.
- New York Art Fair (Edward Weston Graphics Inc.), New York, 1976, 1977, 1980.
- Salon Grands et jeunes d'aujourd'hui, Paris; 1977.
- Salon des indépendants, Paris, 1977.
- De Bonnard à Baselitz - Dix ans d'enrichissements du cabinet des estampes, 1978-1988, Bibliothèque nationale de France, 1992[5].
- Place aux artistes, Moulin de la Bièvre, L'Haÿ-les-Roses, mai 2015.

## Collections publiques
- Paris, département des estampes et de la photographie de la Bibliothèque nationale de France : La place des Vosges, lithographie, 1979[5].